# Adesmia mendozana
Adesmia mendozana är en ärtväxtart som beskrevs av Ulibarri. Adesmia mendozana ingår i släktet Adesmia och familjen ärtväxter. Inga underarter finns listade i Catalogue of Life.